# Diabetes (Fachzeitschrift)
Diabetes ist eine wissenschaftliche Fachzeitschrift, die von der American Diabetes Association veröffentlicht wird. Derzeit erscheint die Zeitschrift monatlich. Es werden Original- und Übersichtsartikel aus dem Bereich des Diabetes veröffentlicht.
Der Impact Factor lag im Jahr 2014 bei 8,095. Nach der Statistik des ISI Web of Knowledge wird das Journal mit diesem Impact Factor in der Kategorie Endokrinologie und Metabolismus an achter Stelle von 128 Zeitschriften geführt.
Chefherausgeber ist K. Sreekumaran Nair (Mayo Clinic, Rochester, Vereinigte Staaten von Amerika).